# Софокрация
Софокрация (управление на мъдрите) е политически идеал на древногръцкия философ Платон, развит в неговия диалог Държавата. Този идеал предполага управление на знаещите, мъдрите, т.е. софокрация. „Философите да бъдат царе или царете – философи“. Когато използва термина „философ“, Платон има предвид човек, достоен да притежава мъдростта. Философ е „онзи, който обича истината“. Неговите задължения могат да се разделят на две основни групи, свързани с основаването на държавата и с нейното запазване. Първото и най-важно задължение на философа-цар е да бъде основател на града и пръв законодател.

## Четвърта глава наДържавата
В Държавата Платон дефинира философът на първо място като обичащ мъдростта. След това той прави разлика между един, който обича истински знанието, за разлика от прости забележителности или образование, като казва, че философът е единственият човек, който има достъп до Формите - архетипите, които съществуват зад всички представителства на формата (като самата красота, а не всеки един конкретен случай на красота). Той е в непосредствена близост и в подкрепа на идеята, че философите са най-добрите управници. Платон оформя „кораба на държавната метафора“, една от неговите най-често цитирани идеи (заедно с алегория на пещерата). „Истинският капитан трябва задължително да се обърне внимание на сезоните, небето, звездите, ветровете, и всичко присъщо на занаята, ако той наистина ще управлява кораба“ (Държавата). Платон твърди, че моряците (т.е. хората на града-държава, над които философът е потенциален владетел) игнорират философския „празен поглед към звездите“, защото те никога преди не са срещали истински философ.

## Критика
Карл Попър обвинява Платон за появата на тоталитаризма през 20 век, виждайки идеята на Платон за философите-царе, с техните мечти за „социално инженерство“ и „идеализъм“, водещ директно до Сталин и Хитлер, (през Хегел и Карл Маркс). Освен това, за аятолах Хомейни се казва, че е бил вдъхновени от Платоновата визия за философа-цар, когато в Кум през 20-те години на 20 век, когато той започва да се интересува в ислямския мистицизъм и Държавата на Платон. След това се е спекулирало, че той е бил вдъхновен от софокрацията на Платон, и впоследствие базира елементи от нея в ислямската си държава.